# Wiktor Alexandrowitsch Pogodin
Wiktor Alexandrowitsch Pogodin (russisch Виктор Александрович Погодин; * 26. Januar 1948 in Omsk; † 2005 in Omsk) war ein russischer Maler und Bildhauer.

## Leben und Werk

### Jugend
Wiktor war das erste und einzige Kind von Alexander Iwanowitsch Pogodin (* 1922) und Walentina Antonow Rodionowa Pogodin (* 1924). Weder der Vater noch die Mutter waren Künstler. Der Vater nahm am Zweiten Weltkrieg teil und erlernte das Handwerk des Schusters. Die Mutter arbeitete in der Schuhfabrik „Strahl“. Seine ersten Bilder malte Pogodin schon im Kindergarten. Die Erzieher organisierten eine Ausstellung der besten Arbeiten der Kinder, auf der die Zeichnungen Wiktors vorgestellt wurden. Von 1955 bis 1963 besuchte er die Schule № 65 und war einer der besten Schüler der Schule. In den Schuljahren begeisterte er sich für Skulpturen, zeichnete und kopierte Zeichnungen aus Zeitschriften und Gemälde von anderen Künstlern. Sein Talent für Handwerk zeigte er, als er eigenhändig einen Roller baute. Im Jahre 1966 schloss er mit dem Zeugnis der mittleren Bildung die Abendschule der arbeitenden Jugend ab.

### Studium und Karriere
1967 fing sein Studium an der grafischen künstlerischen Fakultät der Pädagogischen Hochschule Omsk an. Sein Lehrer wurde Michail Isaakowitsch Slobodin, der sofort das große Potential in ihm entdeckte und ihn bei seinen Ausstellungen unterstützte. Er beendete es 1972 und ging zur Sowjetischen Armee. Er diente im Fernen Osten als Oberleutnant. Einen großen Eindruck hatte die Natur des fernöstlichen Landes bei ihm erzeugt: die Macht und Grenzenlosigkeit des Ozeans. Nach dem Dienst beim Militär hatte Viktor Zeit sein künstlerisches Talent zu entfachen und nahm an zahlreichen Ausstellungen teil. In den Folgejahren reiste Pogodin viel durch die Welt, um sich neue Eindrücke für seine Kunst zu suchen. Er bereiste Bulgarien, Ägypten, Deutschland, Polen sowie Frankreich. 1989 wurde Pogodin Mitglied des Bündnisses der Künstler der UdSSR. Vorsitzende dieses Bündnisses waren neben anderen Konstantin Juon (1957–1958), Sergei Gerassimow (1958–1964), Boris Ioganson (1965–1968) und Tahir Salahov (1973–1992) an. Er bekam eine eigene Werkstatt im Stadtzentrum Omsk in der Leninstraße.

### Tod und Nachlass
Im Jahr 2004 widmet er seiner Frau seine letzte persönliche Kunstausstellung in der Bürgermeisterei des Departements der Stadt Moskau. Wiktor Pogodin starb 2005 in seinem Heimatort. Die Arbeiten von Pogodin befinden sich in den Museen von Omsk und in privaten Kollektionen Russlands, Italiens, Deutschlands, der USA, Kanadas, Japans, Südkoreas und in der Türkei.

## Werke (Auswahl)
- Romantik, 1994
- Antike Stadt, 1997
- Theater, 1999
- Göttliche Flora, 2000
- Spaziergang über der Stadt, 2000
- Drei Grazien, 2001
- Drei Grazien, 2001
- Träume, 2002
- Wind aus dem Westen, 2002
- Dreizehn Stunden, 2003
- Sommer, 2003
- Penelope, 2003
- Im Sommergarten, 2003
- Frühling, 2004
- Naschkatze, 2004

## Ausstellungen
- Sibirien sozialistisch, Vierte künstlerische Ausstellung. Tomsk 1975
- Die Jugend des Landes, Republikanische Kunstausstellung. Moskau 1976
- Die jungen Künstler Sibiriens, Omsk 1978
- Sibirien sozialistisch, Barnaul 1980
- Persönliche Jubiläumsausstellung zu seinem 45.Geburtstag, Omsk 1993
- Kurz vor der Grenze der Jahrhunderte, Symposium Omsk 1994
- Krieg und Frieden oder Hölle und Paradies, Symposium. Omsk 1995
- Der Mensch in Raum und Zeit, Das moderne Porträt Sibiriens. Die Kunstausstellung Omsk 1996
- Hier, Thematische Kunstausstellung. Omsk 1999
- Objekt 2000, Omsk 2000
- Omsk Der Raum Dostoevskji, Omsk 2001
- Die Prognose Pogodins, Persönliche Ausstellung. Omsk 2001
- Omsk-SH in den Kontrasten der Epoche, Omsk 2002
- ZDH, Moskau, Teilnahme an den Kunstausstellungen Moskau 2002–2003
- Persönliche Ausstellung zum Internationalen Frauentag am 8. März im Liberov-Zentrum 2003
- Persönliche Ausstellung im Departement Moskaus., Moskau März 2004